# 케리 힐슨
케리 린 힐슨(Keri Lynn Hilson, 1982년 12월 5일 ~ )은 미국의 싱어송라이터이며, 2000년대 중반 브리트니 스피어스, 어셔 등의 유명가수 곡들을 작곡, 작사하고 클러치(The Clutch)의 제작, 작사가 5인방 중의 하나로서 이름을 알렸다.
2009년 3월 그녀의 데뷔 음반 《In a Perfect World...》가 발매되었으며 빌보드 200에서 4위, 빌보드 R&B/힙합 앨범 차트에선 1위를 했다. 또한 오십만장 이상을 팔아 미국 음반 산업 협회에서 골드 인증을 받았다. 같은 시기의 R&B와 힙합 장르에서 두드러진 특별 출연 보컬리스트로서, 팀발랜드의 "Where I Are"를 포함한 다른 가수들의 싱글곡에 나오기로 알려졌다.

## 생애와 경력

### 어린 시절과 경력의 시작
조지아주 디카터에서 태어나, 터커 고등 학교에서 수학하였다. 12세 때에 피아노와 노래부르기 레슨을 받았고, 10대 중반부터 후반 동안에 힐슨은 제작자 앤서니 덴트 아래에서 송라이터와 백그라운드 싱어로서 경력을 시작하였다. 2개의 여성 그룹 프리티 토니(Pretty Toni)와 디자인(D'Sign)에 시도하다가 실패한 후, 애틀랜타에 있는 에모리 대학교의 옥스퍼드 단과대학에 등록하였다. 힐슨은 자신의 경력에 주요 영항력으로서 자넷 잭슨을 인용하였다.

### 2001 ~ 2007:클러치와 작사 생활과 솔로 전향
2001년에 제작/송라이터 팀 클러치의 일원으로서 다른 가수들의 곡들을 작사하기 시작하였다. 힐슨은 자신이 작사한 어셔, 켈리 롤런드, 루다크리스 등의 곡들에 백그라운드 싱어로서 이름을 날렸다. 힐슨의 대표곡 작사곡들은 메리 제이 블라이즈의 "Take Me as I Am", 브리트니 스피어스의 "Gimme More", 푸시캣 돌스의 "Wait a Minute", 내스의 "Hero", 오매리언의 "Ice Box", "Crazy in Love", 키아라의 "Like a Boy" 등이 있다.
2004년 래퍼 Xzibit의 싱글 "Hey Now(Mean Muggi)"에 나올 때까지 거의 장면의 뒷부분에 남아있었다. 힐슨은 2004년 MTV 유럽 음악 시상식에서 Xzibit과 공연을 상연하면서 상연 데뷔를 하였다. 2006년 팀발랜드의 레이블 Mosley Music Group과 함께 녹음 계약을 맺었다.
2007년 힐슨은 미국 빌보드 핫 100에서 3위에 도달한 "The Way I Are"와 "Scream" 같은 싱글곡을 포함한 팀발랜드의 솔로 노작 <Shock Value>에 몇번 출연하였다. 더욱이 Zone 4의 레이블 동료 리치 보이의 데뷔 앨범 나온 트랙 "Lost Girls"와 그 두 번째 싱글 "Good Things"에 나왔다. 힐슨은 브리트니 스피어스의 앨범 《Blackout》에 작사가와 백그라운드 싱어로서 크레디트가 되었다. 어셔의 "Love in This Club"과 니요의 "Miss Independence" 같은 싱글의 뮤직 비디오에도 출연하였다.

### 2008 ~ 2009:In a Perfect World...
몇번의 후퇴 후에 그녀의 데뷔 앨범 《In a Perfect World...》가 2009년 3월에 발매되었다. 실행적으로 팀발랜드와 폴로우 다 돈(Pollow da Don)에 의하여 제작된 그 앨범은 첫 주에 대략 94,000장이나 팔리면서 미국 빌보드 200에서 4위, 미국 R&B/힙합 앨범 차트에서 1위를 차지하였다.
"Energy"는 2008년 5월 20일 앨범의 선두적 싱글로서 발표되었다. 그 곡은 미국 빌보드 핫 100에서 78위, R&B/힙합 차트에서 21위에 도달하였으며, 영국에서는 소수의 성공을 거두었다. 뉴질랜드에서는 성공적인 곡이 되었다. 10월에는 뉴질랜드와 아일랜드에서 톱20에 도달하였던 "Superhuman"에 동료 가수 크리스 브라운과 함께 동행하였다.
팀발랜드가 출연한 "Return the Favor"는 앨범의 두 번째 싱글로 발표되었으며, 영국, 아일랜드, 벨기에에서 톱 20에 들어왔다. 릴 웨인이 나온 "Turnin Me On"은 차트 15위에 도달한 빌보드 핫 100에서 솔로 가수로서 힐슨의 첫 톱20 히트곡이 되었다. 그 곡은 핫 R&B/힙합 차트에서 2위에 도달하였으며, 차트에서 힐슨의 첫 톱5 히트곡이 되었다.
카니예 웨스트와 니요와 동행한 "Knock You Down"은 앨범의 4번째 싱글로 발표되었다. 이 곡은 힐슨의 가장 성공적인 전 세계 싱글로 증명되었다. 빌보드 핫 100 차트에서 연속적이 아닌 3주 동안 3위에 있었으며, 52회 그래미상 시상식에서 최고 랩/동행곡 부분의 후보로 올랐다. 앨범의 재발매에는 전에 나오지 않은 "I Like It" 같은 곡들이 포함되었다. "I Like It"은 독일 영화 《Zweiohrküken》에 나오면서 독일에서 힐슨의 최고 히트곡이 되어 플래티넘 상을 수상하였다.

### 2010 ~ 현재:No Boys Allowed
2010년 1월 힐슨은 에이콘의 자선 싱글 "Oh Africa"에 특별 출연하였고, 아이티 지진 참사를 위한 자선곡이자 1985년곡 "We Are the World"의 리메이크 버전인 "We Are the World 25 for Haiti"의 녹음에도 출연하였다. 또한 트리나의 "Million Dollar Girl"과 T.I.의 "Got Your Back" 같은 싱글에도 특별 출연하였다.
그녀의 2집 앨범 《No Boys Allowed》가 2010년 12월 21일에 발매되었다. 앨범은 102,000장이나 팔리면서 빌보드 200에서 11위를 차지하였다. 데뷔 앨범보다 8,000장 더 많이 팔렸어도, 앨범의 데뷔 차트 4위에 어울리지 못하였다.
팀발랜드가 제작한 "Breaking Point"는 9월 7일 미국에서 앨범의 선두적 싱글로서 발표되었고, 미국 핫 R&B/힙합 차트에서 44위에 들어왔다. "Pretty Girl Rock"은 10월 12일에 두 번째 싱글로 발표되었다. 그곡은 빌보드 핫 100에서 31위, R&B/힙합 차트에서 10위를 차지하였다. 그곡의 뮤직 비디오는 비평적 환호과 칭찬을 받아, 자넷 잭슨과 다이애나 로스 같은 음악 아이콘들에게 그 경의를 주었다.
크리스 브라운이 출연한 "One Night Stand"는 앨범의 3번째 싱글곡이다. 그곡은 미국 핫 R&B/힙합 차트에서 68위를 차지하였으며, 넬리가 출연한 "Lose Control"인 앨범의 다음 싱글로 발표되었다.

## 앨범 목록
- 《In a Perfect World...》 (2009)
- 《No Boys Allowed》 (2010)